# SkyTrain de Vancouver
Le SkyTrain de Vancouver (anglais : Vancouver SkyTrain, « train du ciel ») est un réseau de métro desservant l’agglomération de Vancouver, dans la province canadienne de Colombie-Britannique.
Inauguré en 1985, le SkyTrain comporte aujourd'hui 3 lignes pour 53 stations et transporte en moyenne 390 600 passagers chaque jour. Ses 79,5 km de voies en font le plus long réseau de métro automatique au monde. La majorité du réseau de métro est établie en viaduc, ce qui lui vaut le nom de « Skytrain » Ses rames empruntent le plus long pont exclusivement réservé au métro au monde, le Skybridge, pour traverser le fleuve Fraser.
Les lignes Expo et Millenium ont recours à la technologie Advanced Rapid Transit (ART), développée par Bombardier Transport, et ses trains propulsés par un moteur à induction linéaire. La Canada Line est pour sa part alimentée de manière classique par un troisième rail et utilise un matériel construit par Hyundai Rotem.

## Historique
Jusqu'en 1998, la British Columbia Rapid Transit Company possède et opère le SkyTrain pour le compte du Vancouver Regional Transit System, qui a la responsabilité globale du transport en commun dans le district régional du Grand Vancouver, en affiliation avec une organisation séparée, BC Transit, qui en prend à cette date le contrôle sous le nom de TransLink. BC Transit continue l'exploitation tandis que TransLink est propriétaire de l'infrastructure.
L'Expo Line est ouverte à temps pour l'Exposition internationale de Vancouver en 1986, la Millennium Line ayant quant à elle ouvert en 2002. Des extensions de ces lignes sont construites pour les Jeux olympiques d'hiver de 2010. La Canada Line, mise en construction en 2005, ouvre officiellement en 2009. Un prolongement de la ligne Millennium dit Evergreen Line, permettant de rejoindre Coquitlam, est mis en service en 2016 et change l'organisation du réseau en ajoutant une branche à l'est de la ligne Expo, ancien trajet de la Millennium Line.

## Exploitation

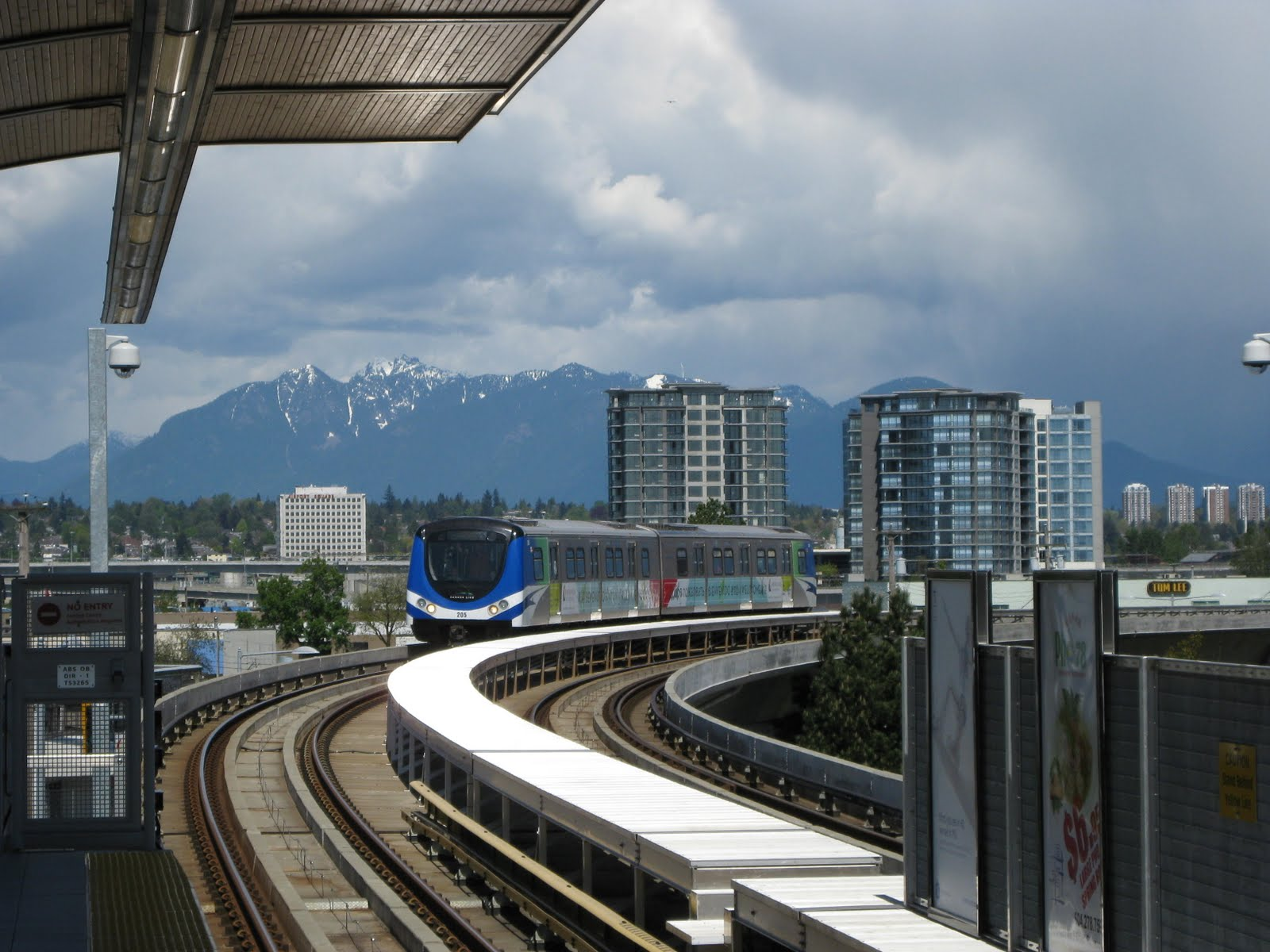
Rame du constructeur Hyundai sur un viaduc.

Les lignes Expo Line et Millennium Line sont exploitées par BCRTC sous contrat de l'Autorité des Transports du Grand Vancouver (ATGV), l'autorité organisatrice des transports régionale. La Canada Line est quant à elle opérée par la société ProTrans BC.
Ce réseau de transport ouvert (il n'y a pas de portillons de validation des titres de transport à l'entrée des stations) est surveillé par le Greater Vancouver Transportation Authority Police Service. Les SkyTrain Attendants sont présents pour donner les premiers secours, diriger, offrir des services, contrôler les billets et faire payer des amendes le cas échéant, et même conduire les trains en cas de problème technique. L'ATGV dit perdre chaque année 6 millions de dollars canadiens en impayés, dont 3 millions pour le seul SkyTrain.

## Réseau

### Aperçu général
L'Expo Line ouvre en 1985 et la Millennium Line en 2002 tandis que la Canada Line entre en service en 2009.
| Ligne | Année d'ouverture | Dernière extension | Longueur | Stations | Termini    | Termini                   | Temps de parcours | Fréquence        | Fréquence  | Fréquence combinée | Fréquence combinée |
| Ligne | Année d'ouverture | Dernière extension | Longueur | Stations | Termini    | Termini                   | Temps de parcours | Heures de pointe | En dehors  | Heures de pointe   | En dehors          |
| --- | ----------------- | ------------------ | -------- | -------- | ---------- | ------------------------- | ----------------- | ---------------- | ---------- | ------------------ | ------------------ |
| Expo Line1 | 1985              | 2016               | 28,9 km  | 20       | Waterfront | King George               | 39 min            | 4,4 min          | 6 – 10 min | 2,2 min            | 3 – 5 min          |
| Expo Line1 | 1985              | 2016               | 29,7 km2 | 20       | Waterfront | Production Way-University | 40 min            | 6,7 min          | 6 – 10 min | 2,2 min            | 3 – 5 min          |
| Millennium Line | 20023             | 2016               | 23,5 km2 | 17       | VCC-Clark  | Lafarge Lake-Douglas      | 34 min            | 3,3 min          | 6 – 10 min | 3,3 min            | 6 – 10 min         |
| Canada Line4 | 2009              | —                  | 14,4 km  | 13       | Waterfront | Richmond–Brighouse        | 25 min            | 7 min            | 7 – 20 min | 3,5 min            | 3,5 – 10 min       |
| Canada Line4 | 2009              | —                  | 15,1 km  | 13       | Waterfront | YVR–Airport               | 25 min            | 7 min            | 7 – 20 min | 3,5 min            | 3,5 – 10 min       |
| 1 L'Expo Line est alternée sur 16 stations (22,2 km) entre Waterfront et Columbia. 2 L'Expo Line et la Millenium Line sont alternés sur 2 stations (1,8 km) entre Lougheed Town Centre et Production Way-University. 3 La Millenium Line est étendue à Lafarge Lake-Douglas College le 2 décembre 2016. 4 La Canada Line est alternée sur 10 stations (11,1 km[réf. nécessaire]) entre Waterfront et Bridgeport. |                   |                    |          |          |            |                           |                   |                  |            |                    |                    |

### Accessibilité
Le réseau SkyTrain est entièrement accessible aux besoins de mobilité, y compris les véhicules et les gares. Les voitures de train Mark I ont une position réservée aux fauteuils roulants, les voitures Mark II, Mark III et Hyundai Rotem en ont deux, et toutes les gares ont des ascenseurs. TransLink a mis à niveau tous les bords des stations de plate-forme de la ligne Expo pour correspondre à ceux de la ligne Millennium peu de temps après son achèvement. Les nouveaux bords plus larges sont plus lumineux et sont carrelés pour offrir un environnement plus sûr aux malvoyants.
La Canada Line utilise également ce dispositif de sécurité dans ses gares. Depuis l'ouverture de la Millennium Line, outre la mise à niveau des dalles de quai, de nombreuses stations de la ligne Expo ont également été réaménagées avec une nouvelle signalisation et des distributeurs automatiques de billets. Outre la signalisation (électrique) mineure en anglais, la majorité du système est inaccessible aux personnes sourdes en raison d'annonces et d'avis audio.
Le carillon à trois tons distinctif utilisé dans le système SkyTrain a été enregistré en 1984-1985 aux Little Mountain Sound Studios à Vancouver. Les annonces de trains automatisés ont été exprimées par Laureen Regan depuis l'ouverture de la Millennium Line en 2002, et par Karen Kelm entre 1985 et 2001.

## Matériel roulant
| Matériel               | Livraison | Constructeur                                 | Nombre de voitures | Numéros          | Nombre de voiture par train | Alimentation                | Ligne desservie | Illustration |
| ---------------------- | --------- | -------------------------------------------- | ------------------ | ---------------- | --------------------------- | --------------------------- | --------------- | ------------ |
| ICTS Mark I            | 1985–1986 | Urban Transportation Development Corporation | 114                | 001–056; 061–118 | 4 à 6                       | Moteur à induction linéaire | Expo Line       |              |
| ICTS Mark I            | 1990–1991 | Urban Transportation Development Corporation | 16                 | 121–136          | 4 à 6                       | Moteur à induction linéaire | Expo Line       |              |
| ICTS Mark I            | 1994–1995 | Urban Transportation Development Corporation | 20                 | 137–156          | 4 à 6                       | Moteur à induction linéaire | Expo Line       |              |
| ART Mark II            | 2000–2002 | Bombardier Transport                         | 60                 | 201–260          | 2 à 4                       | Moteur à induction linéaire | Millennium Line |              |
| ART Mark II            | 2009      | Bombardier Transport                         | 34                 | 301–334          | 2 à 4                       | Moteur à induction linéaire | Millennium Line |              |
| ART Mark II            | 2010      | Bombardier Transport                         | 14                 | 335–348          | 2 à 4                       | Moteur à induction linéaire | Millennium Line |              |
| Innovia Metro Mark III | 2016      | Bombardier Transport                         | 28                 | 401–428          | 2 à 4                       | Moteur à induction linéaire | Expo Line       |              |
| Innovia Metro Mark III | 2018–2020 | Bombardier Transport                         | 56                 | 429–484          | 2 à 4                       | Moteur à induction linéaire | Expo Line       |              |
| EMU                    | 2009      | Hyundai Rotem                                | 40                 | 101–120; 201–220 | 2 à 4                       | 3ème rail                   | Canada Line     |              |
| EMU                    | 2019–2020 | Hyundai Rotem                                | 24                 | 121–132; 221–232 | 2 à 4                       | 3ème rail                   | Canada Line     |              |

### Expo LineetMillennium Line

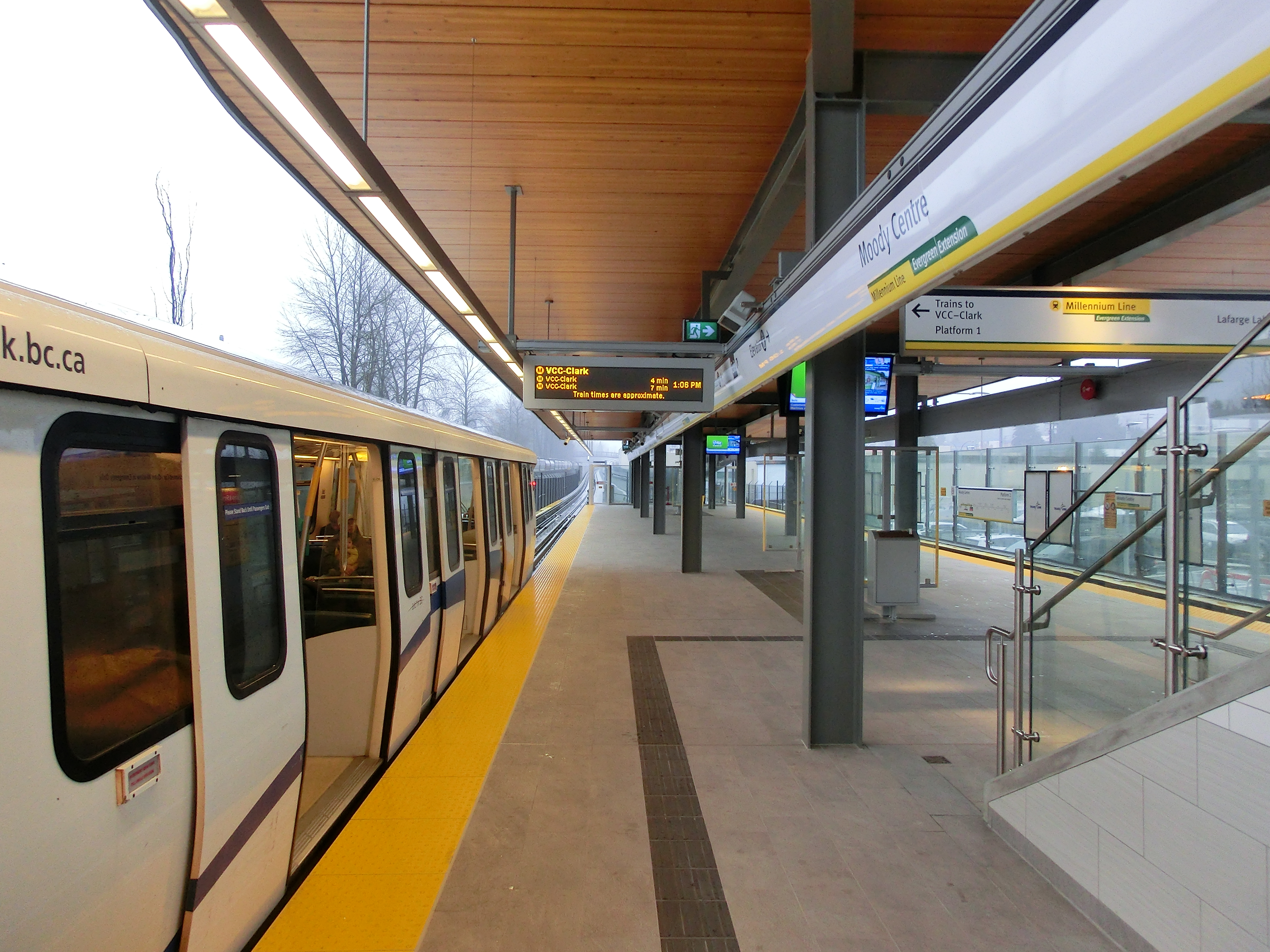
Station Moody Centre de la Millennium Line.

À l'origine, l'Expo Line utilise des voitures «MK I» («Mark I») de 12 mètres similaires à celles utilisées au Scarborough RT. Avec l'ouverture de la Millennium Line, des voitures «MK II» («Mark II») de 18 mètres sont désormais mise en ligne.
En 2013, la première des 114 voitures Mark I rénovées est réceptionnée. Les livraisons s'étalent jusqu'en décembre 2016.
En 2016, la première des 28 voitures Mark III ont commencée leurs services sur l'Expo Line. Avant la fini de 2020, un additionnel 56 voitures Mark III vont commencer leurs services.

### Canada Line

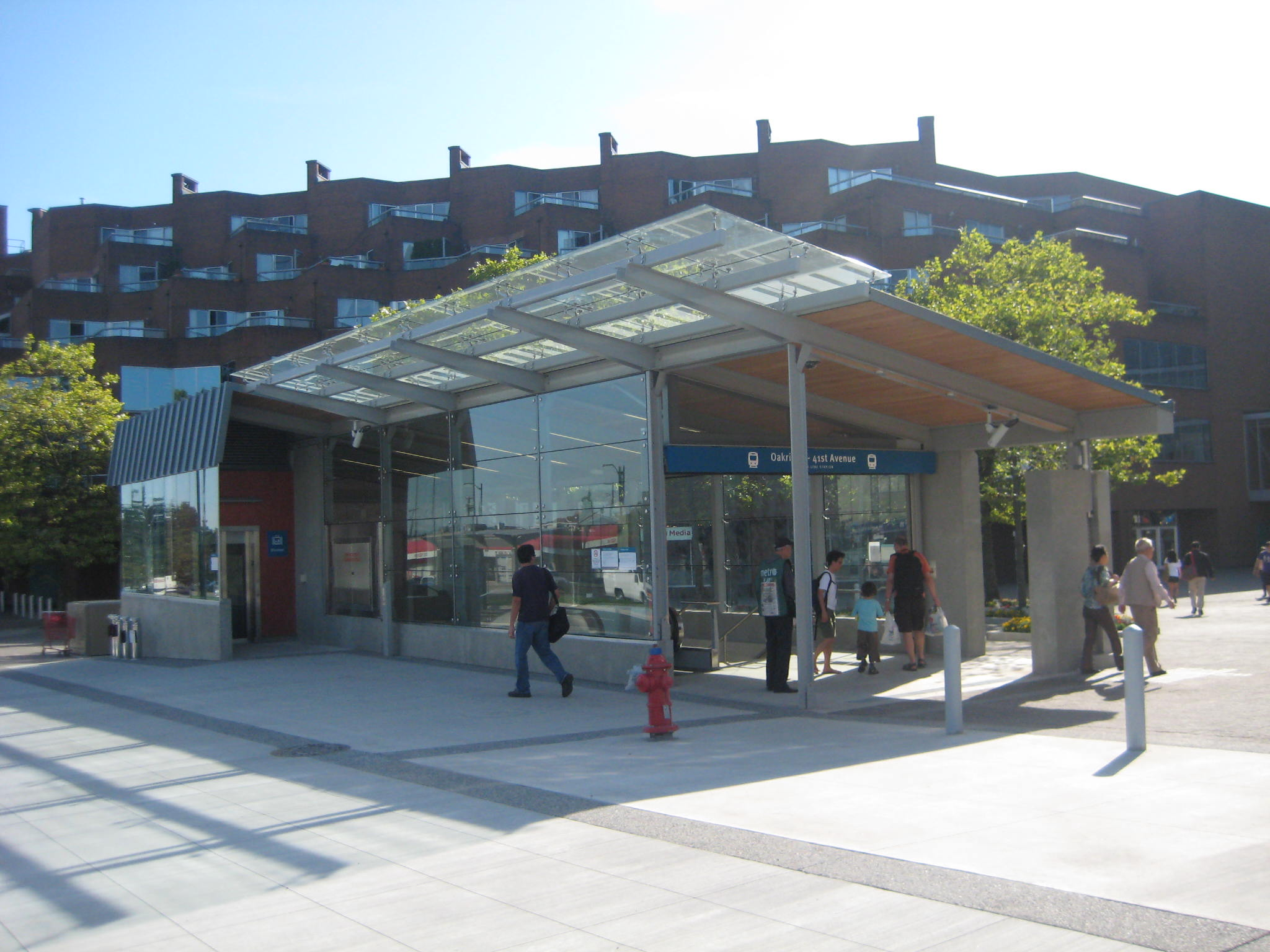
Entrée de la station Oakridge–41st Avenue station.

La Canada Line est exploitée avec des rames de type EMU, du constructeur sud-coréen Hyundai Rotem.

## Projets
Une extension d'une unique station de la Millennium Line de Commercial Drive à VCC ouvre le 6 janvier 2006. Une proposition à long terme existe pour poursuivre la ligne vers l'ouest à travers les quartiers de Mount Pleasant et Fairview à Vancouver au sud de False Creek, desservant les zones commerciales et hospitalières le long du Broadway, avec l'objectif d'atteindre l'université de la Colombie-Britannique.
À Coquitlam, l'extension de la Millennium Line depuis la station Lougheed Town Center à Coquitlam Town Centre est proposée dès la construction de la ligne existante, et les rails de connexion sont posés dans la gare. La construction de l'Evergreen Line (voies vers Lafarge Lake-Douglas), qui relie Burnaby à Coquitlam, ouvre en 2016.